# 分子内作用力
分子内作用力是分子和化合物中原子互相吸引的力。  它包括所有种类共价键。 分子内作用力比分子间作用力要强，实际上分子间作用力是只是存在于分子间的力而并不属于化学键。

## 分子内作用力的分类
分子内作用力大致可分为三种：
- 离子键：一般由阳离子和阴离子构成，例如氯化钠中的钠离子为金属离子（阳离子）和氯离子为非金属离子（阴离子）。
- 共价键：一般由两个非金属元素构成，例如二氧化氮。 共价键是一种以分享电子的方式构成的化学键。 共价键可分为几类：极性共价键中电子更贴近两个原子中的其中一个，而非极性共价键中被分享的价电子在均匀的分布在两者的中间. 单质分子和双原子分子是纯共价化合物。共价键中的极性由其中各个原子的电负性决定；极性共价键通常会导致键偶极矩.
- 金属键：是金属元素和金属元素之间的化学键，可以在金属单质和合金中找到。一般地，金属电子皆为游离态，这导致了大量的电子围绕着带正电的原子核，有时也称作电子海。

## 引用
1. ↑  Zumdahl, Stephen S., & Zumdahl, Susan A. Chemistry.